# 世界観 (クリープハイプのアルバム)
『世界観』（せかいかん）は、クリープハイプのメジャー4枚目のオリジナルアルバムである。2016年9月7日にユニバーサルシグマから発売された。

## 概要
前作『一つになれないなら、せめて二つだけでいよう』から約1年半ぶりとなるアルバム。シングルリリースされた「愛の点滅」「リバーシブルー」「破花」「鬼」の4曲が収録されている。
アルバムのジャケットは、尾崎世界観初の小説『祐介』の表紙と紐付いたデザイン。

## 収録曲

### CD
（全作詞・作曲：尾崎世界観）（特記除く）
1. 手 [3:05]
  - メジャー1stアルバム『死ぬまで一生愛されてると思ってたよ』収録の『手と手』の続編として作られた[1]。
2. 破花 [3:31]
  - 9th シングル『破花』表題曲。
  - 『代々木ゼミナール「代ゼミ、合格改革。」篇』CMソング
  - 2016年5月上旬のライブを最後に一切演奏されていない。
3. アイニー [3:47]
  - NHK Eテレ アニメ『境界のRINNE』第2シリーズオープニングテーマ。
4. 僕は君の答えになりたいな [3:33]
  - 代ゼミのCMソングの候補であった楽曲。
5. 鬼 [3:39]
  - 10th シングル『鬼』表題曲。
  - 日本テレビ系ドラマ『そして、誰もいなくなった』主題歌。
  - ライブで演奏される際には、歌詞の「津田沼の六畳間で……」がライブ会場や都市の名前に(新木場の六畳間で……等き換えられている。
6. TRUE LOVE [3:44]（作詞・作曲：尾崎世界観 / チプルソ）
7. 5% [4:11]
  - クリープハイプ初の完全打ち込みの曲[2]。
8. けだものだもの [3:14]
9. キャンバスライフ [3:22]（作詞・作曲：長谷川カオナシ）
  - アルバムで恒例となっているBa.長谷川カオナシがリードボーカルを担当する楽曲。
10. テレビサイズ（TV Size 2'30） [2:30]
  - 『破花』の初回限定版DVDにこの曲が初披露されている映像が収録されている。
11. 誰かが吐いた唾が キラキラ輝いてる [3:11]
12. 愛の点滅 [3:18]
  - 7th シングル『愛の点滅』
  - 映画『脳内ポイズンベリー』主題歌
13. リバーシブルー [3:35]
  - 8th シングル『リバーシブルー』
  - 『明星一平ちゃん夜店の焼きそば』（マヨンナ篇）CMソング
14. バンド [6:41]
  - 尾崎世界観がバンドに対する思いをつづった楽曲[1]。

### 初回盤DVD
1. 短編映画「ゆーことぴあ」[22:27]
  - 小説『祐介』が元ネタとなっており、彼氏役を俳優・奥野瑛太、彼女役をダンスチーム・東京ゲゲゲイのYUYU、バンドマン役はMy Hair is Badの椎木知仁が演じている[3]。
2. 鬼（ミュージックビデオ）[3:36]
3. メイキング映像「ゆーことぴあ」「鬼」[8:39]